# San Pietro di Caridà
San Pietro di Caridà és un comune (municipi) de la Ciutat metropolitana de Reggio de Calàbria, a la regió italiana de Calàbria, situat a uns 60 km al sud-oest de Catanzaro i a uns 60 km al nord-est de Reggio de Calàbria. A 1 de gener de 2019 la seva població era de 1.144 habitants.
San Pietro di Caridà limita amb els municipis següents: Acquaro, Dinami, Fabrizia, Galatro, Laureana di Borrello i Serrata.